# SCR-1200
SCR-1200 — белорусская модернизация снайперской винтовки Драгунова.

## История
Впервые публике винтовку показали на 10-й Международной выставке вооружения и военной техники «MILEX-2021», которая проходила в июне 2021 года в Минске. Представлены три модификации: SCR-1200M, SCR-1200P, SCR-1200W. Все они на то время уже прошли испытания на полигоне.
Работы над созданием SCR-1200 велись на базе кластера «Устье» в Витебской области, где создана современная научно-техническая и производственная база, что позволило разрабатывать и модернизировать множество образцов оружия боевого, гражданского и специального назначения.
Разработка винтовки велась по указу президента Беларуси Александра Лукашенко.

## Отличия от СВД
Оружие является глубокой модернизацией советской СВД. В первую очередь убраны деревянные или пластмассовые щёки, цевьё сделано из лёгкого металлического сплава. Установлен телескопический приклад. Появилась возможность отдельной регулировки затыльника, щеки и приклада.
Сверху и снизу винтовки имеются планки Пикаттини, позволяющие крепить различные оптические прицелы, а также съёмные сошки и другое навесное оборудование. На SCR-1200 может устанавливаться прибор беспламенной и малошумной стрельбы вместо стандартного тормоза-компенсатора. Ствол винтовки получил более прочную фиксацию, что лучшим образом сказалось на кучности стрельбы. Так, например, если поперечник рассеивания из 10 патронов на дальности 100 метров у Драгунова составлял 8—10 см, то SCR-1200 на всех проведённых испытаниях показала среднюю кучность боя не более 5 см.
Изменения, внесённые в конструкцию, позволили гораздо быстрее подготовиться к бою и произвести прицельный выстрел. При этом центровка оружия и его скорострельность абсолютно не изменились. Однако SCR-1200 получилась несколько более тяжёлой, чем СВД.

## Другие характеристики
Используются патроны под калибр 7,62×54 мм R. Максимальная прицельная дальность при стрельбе с открытого прицела составила 1200 м, эффективность поражения — до 600 метров.